# Dillenburger Schloss

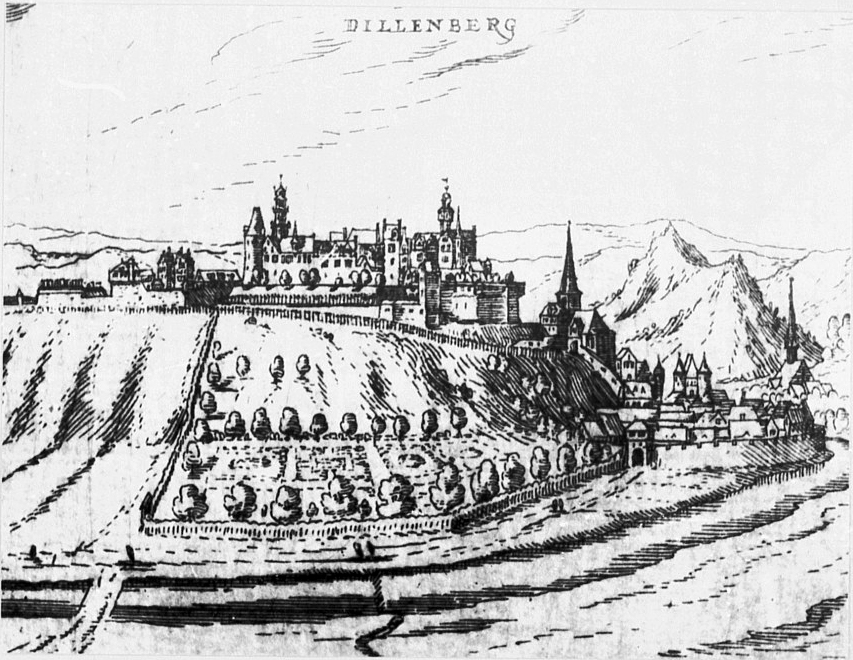
Wilhelm Dilich: Ansicht von Dillenburg (1605) in den Hessischen Chronika

Das Dillenburger Schloss, das ab den 1520er Jahren zu einer modernen Festung (Festes Schloss) ausgebaut wurde, war die Hauptresidenz der Grafen von Nassau-Dillenburg. Vor allem die Wohn- und Wirtschaftsbauten wurden 1760 im Siebenjährigen Krieg zerstört, 1768 wurden die Festungsanlagen oberirdisch geschleift. Die Kasematten aus dem 16. Jahrhundert sind zum Teil erhalten. 1872–1875 wurde auf dem ehemaligen oberen Schlosshof der Wilhelmsturm nach Plänen des Baumeisters Friedrich Albert Cremer errichtet.

## Geschichte

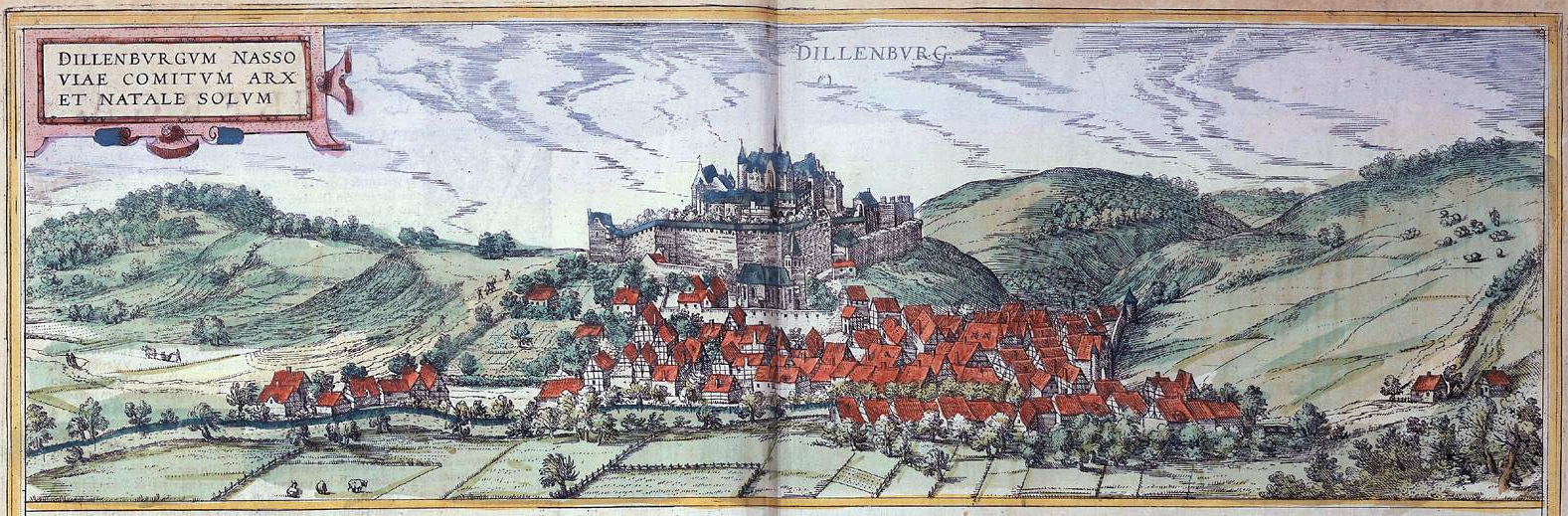
Dillenburg mit dem bekrönenden Schloss in der Ausbaustufe um 1575, hier nach Braun/Hogenbergs Theatri praecipuarum Totius Mundi Urbium Liber Sextus 1617

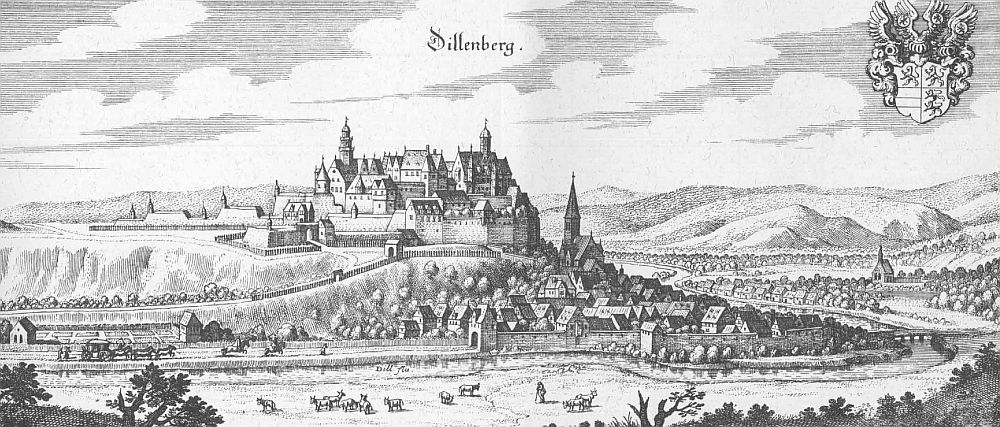
Stadt und Schloss Dillenburg 1655

Zeitgenössischer Plan der Einnahme von Dillenburg am 7. Januar 1760

Grundriss des Dillenburger Schlosses, 1763 durch den Fähnrich I. H. von Pfau aufgenommen, Teil eines mehrteiligen Plansatzes

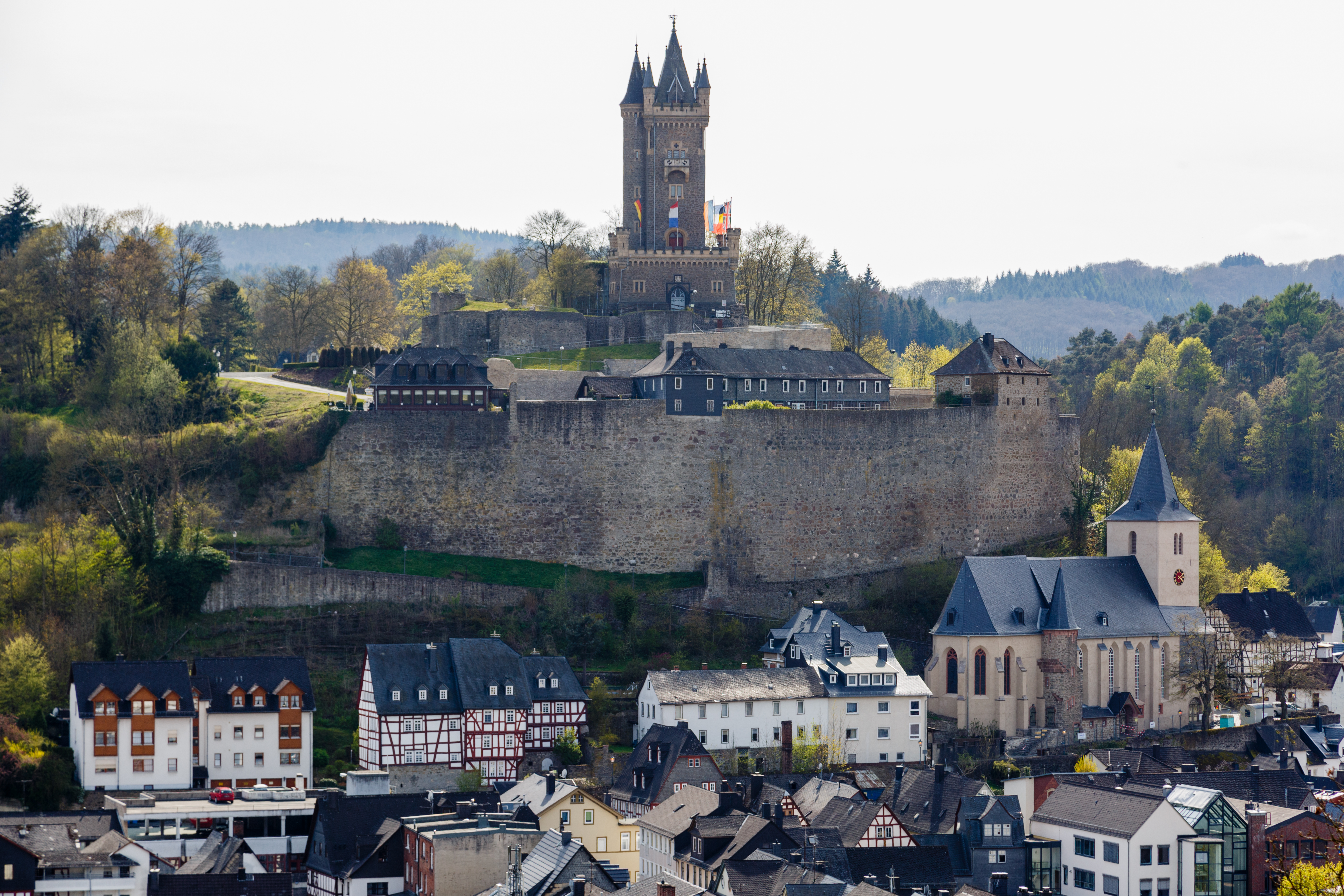
Schloßberg Dillenburg mit dem Wilhelmsturm (2017)

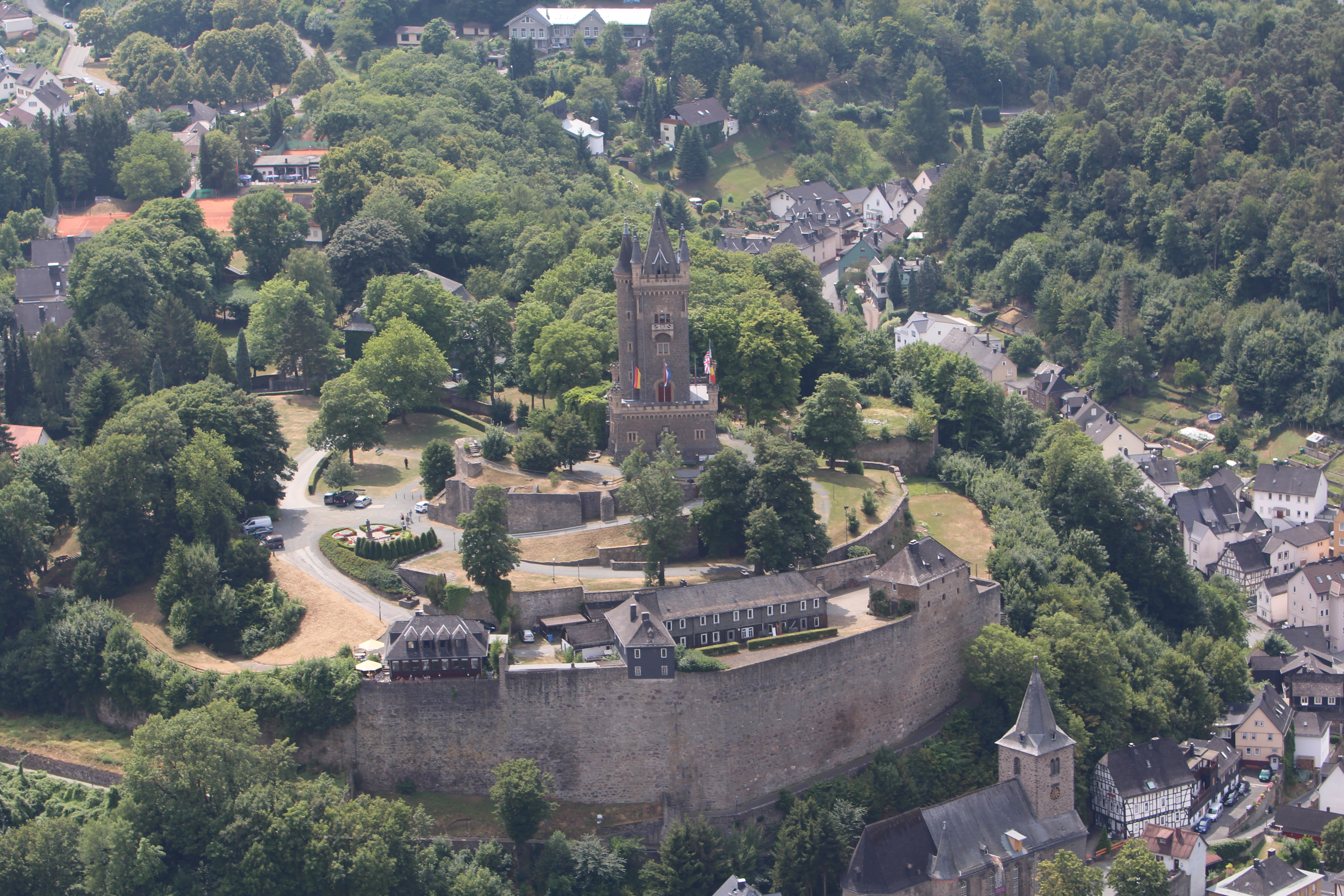
Luftaufnahme des Schloßberges (2013)

Der Vorgängerbau des Dillenburger Schlosses war eine Burganlage der Grafen von Nassau aus dem 12. Jahrhundert. Nach den Ausgrabungen vor allem in den 1950er Jahren besaß sie eine etwa kreisrunde Ringmauer von ungefähr 30 Meter Durchmesser, in deren Inneren sich ein frei stehender Turm mit Seitenlängen von 8 × 7,30 Meter erhob. Vermutlich handelte es sich um einen Wohnturm mit Fachwerkgeschossen auf Steinunterbau, da in seinem Brandschutt Reste von Gefachlehm und Ofenkacheln gefunden wurden. Diese erste Burg wurde in der Dernbacher Fehde um 1325/27 zerstört.
Um die Mitte des 15. Jahrhunderts wurde die alte Burg wieder aufgebaut und erweitert. Vor allem sollte sie nun auch gegen die immer wirksamer werdenden Feuerwaffen zu verteidigen sein. In den Jahren 1458–1462 war auf der Südseite ein Rondell auf halbrundem Grundriss im Bau, mit dem zunächst als vorgeschobenes, eigenständiges Werk der Graben nach beiden Seiten mit kleineren Feuerwaffen gesichert werden sollte. Noch bis in das 17. Jahrhundert erhob sich über einem im Graben versenkten gemauerten Geschoss mit Schießscharten ein Fachwerkaufsatz. Bei dem Dillenburger Artillerierondell handelt es sich um einen sehr frühen Bau dieses Typs.
1463/69 wurde ein Zwinger genannt, also ein der Hauptmauer vorgelegter Geländestreifen, der durch eine niedrigere Vormauer gesichert war; er wird sich auf der Süd- und Südostseite erstreckt haben und wurde später durch den großen Graben und die Kasematten ersetzt. 1463/64 wurde auch ein erstes Büchsenhaus (Zeughaus) erwähnt.
Dillenburg wurde seit der zweiten Hälfte des 15. Jahrhunderts zu der ständig bewohnten Hauptresidenz der Grafen von Nassau aus der ottonischen Linie. Vermutlich wurden damals auch die Wohngebäude und die Burgkapelle erneuert, genaue Nachrichten fehlen aber. Mit Sicherheit war die Anlage damals schon in einen oberen Hof auf der Bergkuppe und den im Süden und Südosten vorgelagerten unteren Hof gegliedert, wo sich später Marstall, Schmiede und das neue Zeughaus befanden.
In den Jahrzehnten nach 1500 war die politische Lage besonders zu der benachbarten Landgrafschaft Hessen angespannt. Graf Wilhelm der Reiche von Nassau (regierte 1516 bis 1559) begann angesichts dieser Bedrohungen, seine Residenz mit großem Aufwand zu einer modernen Festung auszubauen. In größeren Territorien sollten solche Aufgaben spezialisierte Landesfestungen übernehmen wie beispielsweise Ziegenhain und Gießen in Hessen; in der kleinen Grafschaft wählte man die Übergangsform des Festen Schlosses, das weiterhin auch als Residenz der Regentenfamilie zu dienen hatte.
Zunächst brach man um 1524 den „gros thurn zu Dillenbergk vor der kuchen“ ab, da er bei einem Artilleriebeschuss beim Niederstürzen die Gebäude hätte beschädigen können. Unter dem Baumeister Ulrich (Utz) von Ansbach, der auch in der Metropole Nürnberg tätig war, wurde 1523 bis 1536 die sogenannte Hohe Mauer auf der Stadtseite aufgeführt, die fast 200.000 Gulden kostete. Auch auf der Hauptangriffsseite im Süden entstanden zu beiden Seiten des älteren Rondells hohe Futtermauern mit Erdhinterfüllung, die Kanonenbeschuss standhalten konnten. Hier besaß das Bauwerk an seinem Sockel (noch erhaltene) Kasemattengänge mit Schießscharten für Handfeuerwaffen für die Grabenverteidigung, während die schweren Geschütze auf einer (später abgetragenen) oberen Plattform standen. Dank des vorgelegten Hauptgrabens konnte nur der obere Teil der Mauer vom Feind beschossen werden, während die Kasematten mit den Schießscharten in einem Toten Winkel lagen. Im Zusammenhang mit den neuen Mauern und Wällen entstanden zwei weitere, nun vermutlich in Anlehnung an die neue italienische Erfindung der Bastion auf polygonalem Grundriss ausgeführte Bollwerke: im Westen das sogenannte Jägergemach und im Osten das Junkerngemach, die beide ausgedehnte Kasematten besaßen. Alle diese Anlagen beschrieb 1559 der Dillenburger Beamte Gottfried Hatzfeld in einem Gedicht.
Im Inneren des Schlosses wurde 1547 ein neues Buchsenhaus (Zeughaus) auf der Westseite des unteren Hofes gebaut. Seit 1553 ergänzte im inneren Schlosshof der Neue Bau, der einen großen Saal enthielt, die ältere Bebauung.
Auf einer um 1575 gezeichneten, später von Braun und Hogenberg 1617 veröffentlichten Ansicht des Festen Schlosses Dillenburg ist die Anlage im fertigen Ausbauzustand zu sehen. Einen guten Eindruck gibt auch eine Zeichnung von Wilhelm Dilich aus dem Jahr 1605.
Im Dreißigjährigen Krieg konnte das Schloss aufgrund seiner starken Verteidigungsanlagen einer Belagerung standhalten.
Das Ende der Festung kam im Siebenjährigen Krieg. Im November 1759 besetzte der Hauptmann Otto Moritz von Düring mit 100 Mann das Schloss. In den letzten Tages des Dezembers 1759 und Anfang Januar 1760 wurde das Dilltal und die Stadt von den Franzosen besetzt. Aber in der Nacht vom 7. auf den 8. Januar vertrieben Truppen des Herzogs Ferdinand von Braunschweig, diese wieder aus der Stadt. Das Schweizerregiment Waldner wurde überrascht und vernichtet, 700 Mann gerieten in Gefangenschaft.
Daraufhin wurde die Schlossbesatzung vergrößert und die Truppen mit zusätzlichem Proviant ausgestattet.
Im Juni 1760 rückten 5000 französische Soldaten ein und begannen das Schloss zu belagern. Die Aufforderung zur Kapitulation wurde vom Hauptmann abgelehnt. So begann der Beschuss des Schlosses und am 13. Juli 1760 wurde dabei ein Heuschober in Brand geschossen. Da nicht genügend Wasser und Mannschaften zum Löschen zur Verfügung standen, brannte der Großteil der Wohnbauten ab. 1768 wurden auch die Befestigungsanlagen geschleift, indem man die meisten oberirdischen Bauteile abbrach und die Kasematten verfüllte. Wesentliche Teile der Kasematten wurden 1930–1934 und 1967/68 ausgegraben und sind nun teilweise wieder zugänglich.

## Ehemalige Ausstattung
Obwohl fast die gesamte Ausstattung des Schlosses bei dem Brand 1760 zerstört wurde, sind viele Details in älteren Quellen überliefert. Am ausführlichsten berichtet ein Inventar des Schlosses aus dem Jahr 1613 über die einzelnen Räume und ihre damalige Ausstattung. Zu dieser gehörten zahlreiche wertvolle Tapisserien, darunter auch die berühmten acht, 1531 in Brüssel gewebten Wandbehänge zur Stammfolge des Hauses Nassau. Die Stammfolge war ein Geschenk Graf Heinrichs von Nassau-Breda an seinen Bruder Graf Wilhelm den Reichen von Nassau-Dillenburg. Während die Teppiche selbst seit dem späten 17. Jahrhundert verschollen sind, sind die Vorlagenkartons des niederländischen Malers Bernard van Orley noch erhalten.

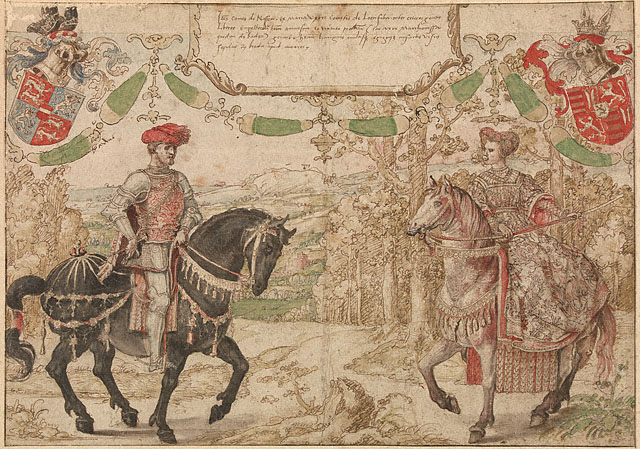
Bernard van Orley: Teppichkarton mit Johann IV. von Nassau und seiner Frau Maria von Loon-Heinsberg, kurz vor 1531 (Los Angeles, J. Paul Getty Museum, inv.no 97.GG.24)

## Historische Beschreibungen
Das Dillenburger Schloss wurde 1559 von dem gräflichen Beamten Gottfried Hatzfeld in einem Gedicht anlässlich einer dort stattfindenden dreifachen Hochzeit in der fürstlichen Familie beschrieben:
„Vernim des hauß gelegenheit,

Bericht ich dich mit der warhait.

Am höchsten sichstu die kirch stan

Gegen orient [Osten] herfur ghan.

Ein alter sal darbei stet,

Da man die windelstiege [Treppenturm] ufgeht.

Die gewelbte stube, nah darbej,

Wie schon die gemalet sej,

Beweist die schlacht vor Pavej [Schlacht bei Pavia]

Wer vil zu sagen und zu schreiben,

Wils am negsten lassen bleiben.

Die kuch, die stet zur rechten handt,

zur linken ich die bottlej fandt.

Ein fürstlich bau stet gegen uber

Ist nit zw hoch noch zu nider,

Den man an den wapen kent,

Und den newen sal itzt nent.

Daran man die aufschrift list,

Wie alt disser baw ist,

Von golt florirt lieblich schon,

Das datum lauth also darvon:

‚Nach Christi geburt als man zalt

Dausend fünfhundert vorgestalt

Fünfzig drei [1553] wohl bedracht

Ist disser new bau gemacht.‘

Ein herrengemach der erden gleich

Gebawet ist ganz kunstlich.

Im mitten platz ein bronnen stadt,

Der durch sechs roren außghadt.

Der kumpf ist kostlich gehawen

Drum stehen nackent man und frawen

Die speien stetz das wasser auß.

Vom platz geht man ufs sommerhaus

Solicher baw ist new gemacht

Und zugericht uf welschen bracht [antiker Stil]

Wirth nhun ein gewelbte stube genant.

Dan geht man uf die lincke handt,

So kompt man in die schreyberej,

Die gesindstub ist allernegst darbej,

Des kelners gemach, das backhaus,

Dan geht man zw der pforten auß,

Einen weiten platz [unterer Schlosshof] daselbst man findt,

Darauf die stell nach ordnung sindt,

Gewelbet und versorget wol.

Das in kein fewer schaden sol.

Die schmidt und der megd haus,

Dan geht man uf den wal hinaus.

Da ist ein garten lustig schon,

daruff vil feiner beum ston.

Auch frembd gewechs sind weit bracht her,

mancherlej art nach hertz beger.

Diß haus ist auch befestigt wol

Mit mauren und weln,

wie es sein soll,

Mit einer dicken maur umbgeben.

Drej boltweg [Bollwerke] hat es auch darneben,

Dern ein im graben [im Süden] steht,

Da man zur hindersten pforten [Feldtor] ghet.

Das ander sicht die Marpach an [sog. Jägergemach im Westen],

Das dritt gegen die Hutt [Hüttenplatz] thut ghan [sog. Junkerngemach im Osten].

Ein grosser grab uf einer seiten [im Süden]

ist dieff und von gutter weiten.

Einen starcken walh darbei es hat,

Acht wechter wachen fru und spat.

Hindern schloss ein gleicher plan,

Daselbst ein schon lind thut stan

Das Heider Weltgen nahe darbej

Leigt von allen bergen frej.

[…]

Die Rundel [Südrondell] steht und die streichwehr.

Und was dergleichen bew sind mehr,

die grosse Schutt [vorgelagerter Wall mit Futtermauer auf der Westseite] der Marpach zw

Ich itzo nit alle beschreiben thue.

Dan Dilnberg ist also geziert

Zur wehr und lust aedificirt,

Wen es nit hett dissen herren,

Eins Keysers haus wer es mit ehren.“

## Belege
1. ↑  die Chronologie der Fortifikationsmaßnahmen vor allem nach: Brohl 1999
2. ↑  Gottfried Hatzfeld: Chronicon Domus Nassavicae, Manuskript, um 1584
3. ↑  Henry Lloyd, Geschichte des siebenjährigen Krieges in Deutschland, Band 3, S. 377, Digitalisat
4. ↑  HHStA (Wiesbaden) 3004, A 38. Zitiert nach: Hans-Jürgen Pletz-Krehahn: Stadt und Schloß Dillenburg nach einer Beschreibung aus dem Jahre 1559. In: Hans-Jürgen Pletz-Krehahn (Hrsg.): 650 Jahre Stadt Dillenburg. Ein Text- und Bildband zum Stadtrechtsjubiläum der Oranienstadt. Dillenburg 1994, S. 37–39.

Koordinaten: 50° 44′ 17,8″ N, 8° 17′ 7,5″ O